# Afroedura amatolica
Espèce
Synonymes
- Oedura amatolica Hewitt, 1925

Afroedura amatolica est une espèce de geckos de la famille des Gekkonidae.

## Répartition
Cette espèce est endémique du Cap-Oriental en Afrique du Sud. Elle se rencontre à Katberg et dans les monts Amatola.

## Description
Ce gecko est insectivore.

## Publication originale
- Hewitt, 1925 : On some new species of Reptiles and Amphibians from South Africa. Record of the Albany Museum, Grahamstown, vol. 3, no 4, p. 343-370.